# Górskie lasy świerkowo-bukowe
Górskie lasy świerkowo-bukowe – nie tworzą typowych, zwartych kompleksów leśnych i bardziej właściwą dla nich nazwą, zgodną z typologią siedliskowego typu lasu i nazewnictwem stosowanym w leśnictwie – to bór wysokogórski (BWg) i bór górski (BG).
Bór wysokogórski i górski występuje w krainach górskich (śląskiej, sudeckiej i karpackiej) w reglu górnym, a więc na wysokości powyżej 900 do 1100 m n.p.m. i zajmuje ok. 0,5% siedlisk leśnych w Polsce.
Gleby są tu płytkie, o nie wykształconym profilu glebowym, powstałe z wietrzenia skał, kamieniste, z domieszką skalnych okruchów zmieszanych z iłami, glinami, żwirami i piaskami. Miejscami występują torfowiska. W runie występuje borówka czernica i mchy zielone. Warstwy podszytowej praktycznie brak. W składzie gatunkowym drzewostanu występuje głównie świerk, a w domieszce spotyka się jarzębinę, sporadycznie limbę, a na granicy z reglem dolnym – buka, jodły, jawora i modrzewia.
Charakterystycznym typem gospodarczym drzewostanu na siedlisku boru wysokogórskiego jest świerczyna wysokogórska, w której udział świerka miejscami może sięgać 100%. Tego rodzaju lasy wysokogórskie zalicza się do grupy lasów ochronnych.
Bory wysokogórskie, położone w strefie górnej granicy lasu, na zboczach górskich i rosnące u źródeł rzek i potoków, mają szczególne znaczenie jako lasy glebochronne, wodochronne, a także uzdrowiskowo-klimatyczne, krajobrazowe i rezerwatowe.
Użytkowanie świerczyn wysokogórskich jest ze względów ochronnych mocno ograniczone i dotyczy tylko niektórych fragmentów położonych w pobliżu regla dolnego.